# Dacibyza
Dacibyza o Dakibyza (in greco antico: Δακίβυζα?), o Dacibyze o Dakibyze (Δακιβύζη) era una città dell'antica Bitinia situata sulla strada che collegava Libyssa a Calcedonia, sulla costa settentrionale del Sinus Astacenus, una braccio di mare della Propontide
Il sito si trova vicino alla citta di Gebze, in Anatolia.